# Консерватория Сант-Онофрио-а-Капуана
Консервато́рия Сант-Оно́фрио-а-Капуа́на (итал. Conservatorio Sant’Onofrio a Capuana), также Сант-Оно́фрио-а-По́рта-Капуа́на (итал. Conservatorio Sant’Onofrio a Porta Capuana) — одна из четырёх консерваторий Неаполя, музыкальное учебное заведение, действовавшее с 1598 по 1797 годы.

## История
В 1578 году по инициативе кардинала Альфонсо Джезуальдо в Неаполе было основано благотворительное «Белое братство», объединявшее ремесленников и торговцев (прежде всего — текстильщиков) и действовавшее при церкви Сант-Онофрио. В 1598 году на его основе было основано учебное заведение, обучавшее музыке детей, преимущественно беспризорников и выходцев из бедных семей. В консерваторию принимали детей от восьми лет и старше, были также и ученики из более обеспеченных семей, которые платили за обучение своих отпрысков — скажем, в 1635 году таковых было 11. Последовавшие годы вызвали серьёзные потрясения в размеренной жизни консерватории — в 1647 году в Неаполе вспыхнуло восстание под руководством Мазаньелло; точных данных об участии в нём учащихся нет, но можно его предположить, принимая во внимание родство многих воспитанников с бедными семьями революционеров. Вслед за этим, в 1656 году на город обрушилась чума, которая серьёзно коснулась консерватории, расположенной рядом с за́мком Капуано, в котором размещалась тюрьма, и прямо на рыночной площади, на которой совершались казни. Эти два места стали центрами эпидемии, перекинувшейся на консерваторию, в которой умерли две трети учеников.
В последовавшее за этим десятилетие консерватория оказалась в тяжёлом кризисе и вышла из него только после передачи управления в руки ордена пиаристов, установившего жёсткую дисциплину и возродившего к концу XVII века славу консерватории. Именно в её стенах были написаны многие известные неаполитанские оратории, исполнявшиеся знаменитым консерваторским хором, в котором пятую часть составляли кастраты — это было ещё одним отличием консерватории Сант-Онофрио от остальных трёх. Тем не менее к концу XVIII века консерватория оказалась в кризисе, как и всё тогдашнее неаполитанское музыкальное искусство. В 1797 году консерватория была объединена с консерваторией Санта-Мария-ди-Лорето — на тот момент в ней оставалось не более тридцати учеников.

## Известные преподаватели и ученики
За время существования консерватории в ней преподавали и обучались многие известные музыканты, в том числе:
- Джузеппе Гаццанига
- Доменико Джицци[итал.]
- Джан Франческо де Майо
- Джакомо Инсангвине
- Никколо Йоммелли
- Луиджи Капоторти[итал.]
- Маттео Капраника[итал.]
- Карло Котумаччи[итал.]
- Гаэтано Латилла[итал.]
- Дженнаро Манна
- Джузеппе Николини
- Джованни Паизиелло
- Никколо Пиччинни
- Сальваторе Рисполи
- Никола Сабини[англ.]
- Доменико Сарро
- Доменико Терраделлас
- Доменико Фискьетти[итал.]
- Джованни Фурно